# Parque Estatal Agua Blanca (Tabasco)
El Parque Estatal Agua Blanca, Reserva Ecológica Agua Blanca o simplemente Agua Blanca, es un Área natural protegida (ANP) localizada en el municipio de Macuspana, estado de Tabasco, México, que protege una extensión de 2025 ha. Se decretó ANP el 19 de diciembre de 1987.
El motivo de su creación fue para proteger el patrimonio de la flora y la fauna del Estado de Tabasco, promoviendo la conservación de sus ecosistemas representativos, cuya fragilidad los hace susceptibles de alteración por las actividades humanas, para conservar sus bellezas naturales normando y racionalizando las actividades productivas, así como llevando a cabo investigaciones básicas en el campo de la ecología y en el adecuado manejo de la riqueza de los recursos naturales con que cuenta el estado de Tabasco.
En el área de selva de la "Sierra de Agua Blanca", se encuentran recursos bióticos importantes, en rubros tales como el de uso medicinales, agricultura e investigación y educación ambiental.

## Ubicación
La reserva está ubicada en el sureste del estado de Tabasco, en la región conocida como "Sierra de Agua Blanca" en el municipio de Macuspana, a solo 20 km de la cabecera municipal y a 60 km al sureste de la ciudad de Villahermosa, la capital del estado.
Se localiza entre las coordenadas 17°38′30″ de latitud norte y 92°27′18″ de longitud oeste. Colinda con ejidos, propiedades particulares y rancherías del municipio de Macuspana.

## Clima
El clima en la reserva es cálido húmedo con lluvias todo el año. La temperatura promedio anual es de 26.8 °C y la precipitación promedio anual de 2614 mm.

## Biodiversidad

### Flora

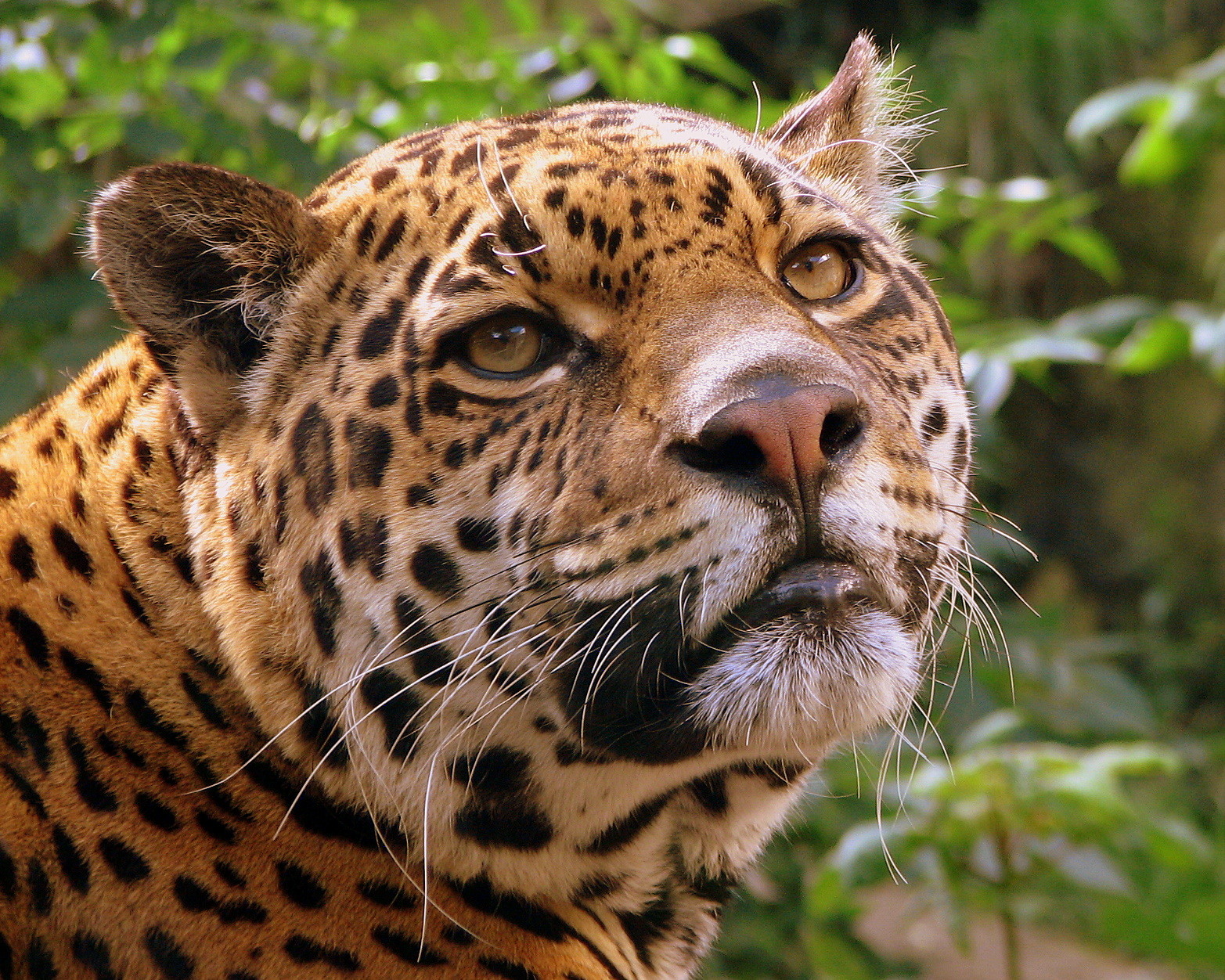
El jaguar, una de las especies existentes en la reserva ecológica "Agua Blanca".

En esta área se encuentran representadas una gran variedad de especies vegetales propias de la selva alta perennifolia, como chicozapote (Manilkara zapota), zapote (Pouteria zapota), ramón (Brosimun alicastrum), guapaque (Dialium guianense) y canshán (Terminalia amazonia). En el dosel superior se pueden apreciar algunos árboles de hasta 45 m de altura, de fuste recto y amplia copa. En el dosel medio existe la presencia de especies tales como el bojón (Cordia alliodora), chacahuante (Simira salvadorensis), jobo (Spondias mombin) y molinillo (Quararribea funebris). En el estrato bajo o sotobosque es común encontrar gran cantidad de individuos de la misma especie, esto se justifica por el hecho de que en ese lugar estuvieron presentes condiciones propicias que permitieron la emersión de plántulas como guapaque (Dialium guianense), masamorro (Poulsenia armata), barí (Calophyllum brasiliense) y shate (Chamaedorea elegans), entre otras.

### Fauna
Por las características del área (extensión, estructura, ubicación geográfica), se considera que esta es importante como hábitat para el refugio y reproducción de fauna tanto local como migratoria, entre las que sobresalen:

#### Mamíferos
tepezcuintle (Agouti paca), mono aullador (Alouatta palliata), mono araña (Ateles), ardilla (Sciurus deppei), jaguar (Panthera onca), tigrillo ocelote (Leopardus pardalis), venado cola blanca (Odocoileus virginianus), puerco de monte (Sus scrofa),  armadillo (Dasypus novemcinctus), y mapache (Procyon).

#### Reptiles
En el área núcleo de la reserva habitan reptiles como: iguana rayada (Ctenosaura similis), cascabel tropical (Crotalus durissus), chiquiguao (Chelydra serpentina).

#### Aves
El área representa un importante refugio para la anidación y alimentación de una gran cantidad de especies de aves, tanto migratorias como locales, algunas de ellas consideradas bajo alguna categoría de riesgo como : loro coroniazul (Amazona farinosa), loro coroniblanco (Pionus senilis), pavo ocelado (Agriocharis ocellata), entre otras.
Hallándose dicha flora y fauna en peligro de extinción.

### Funga

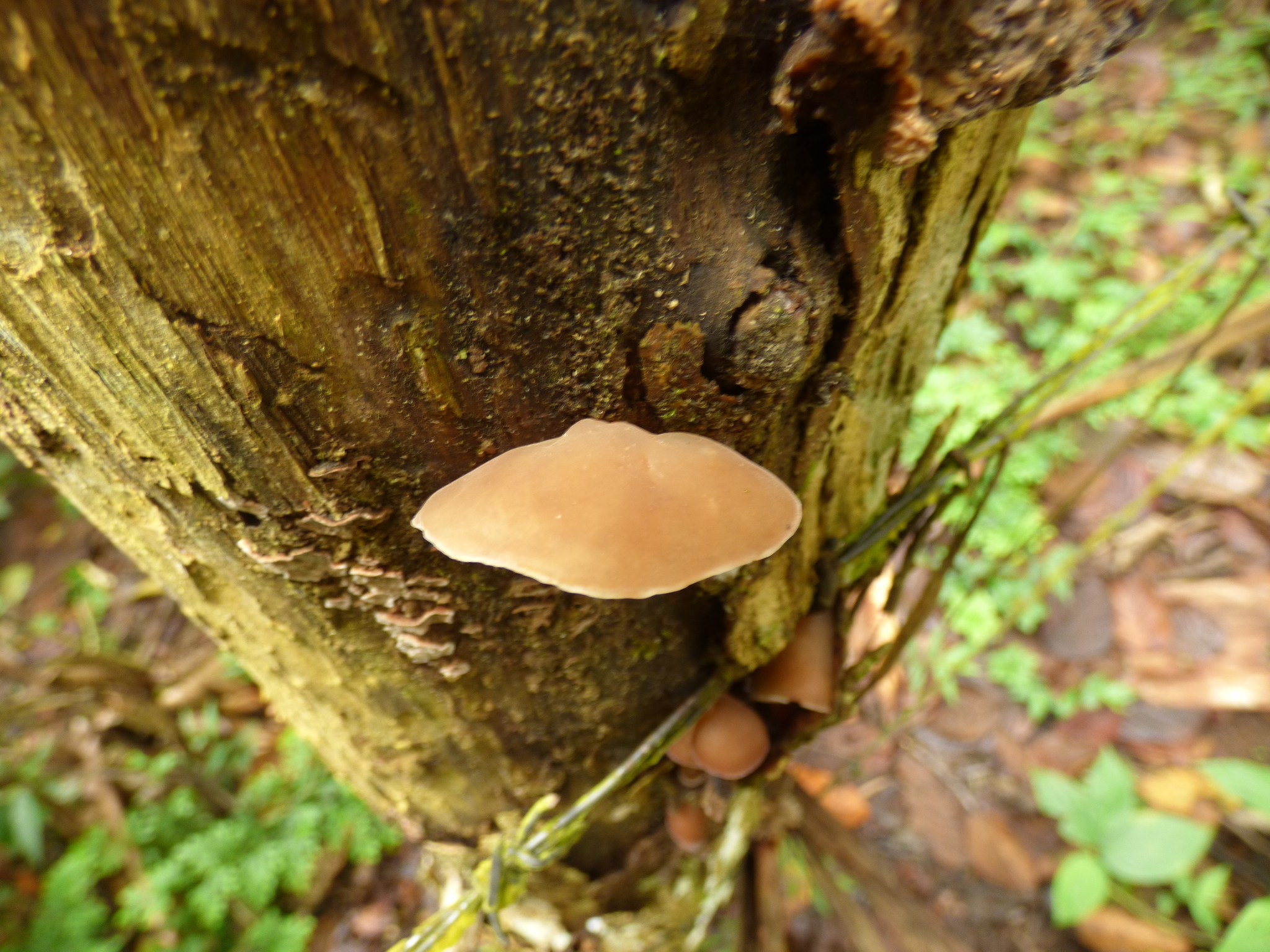
Auricularia delicata, hongo reportado como comestible en Tabasco (Roan-Soto y Cifuentes-Blanco, 2011).

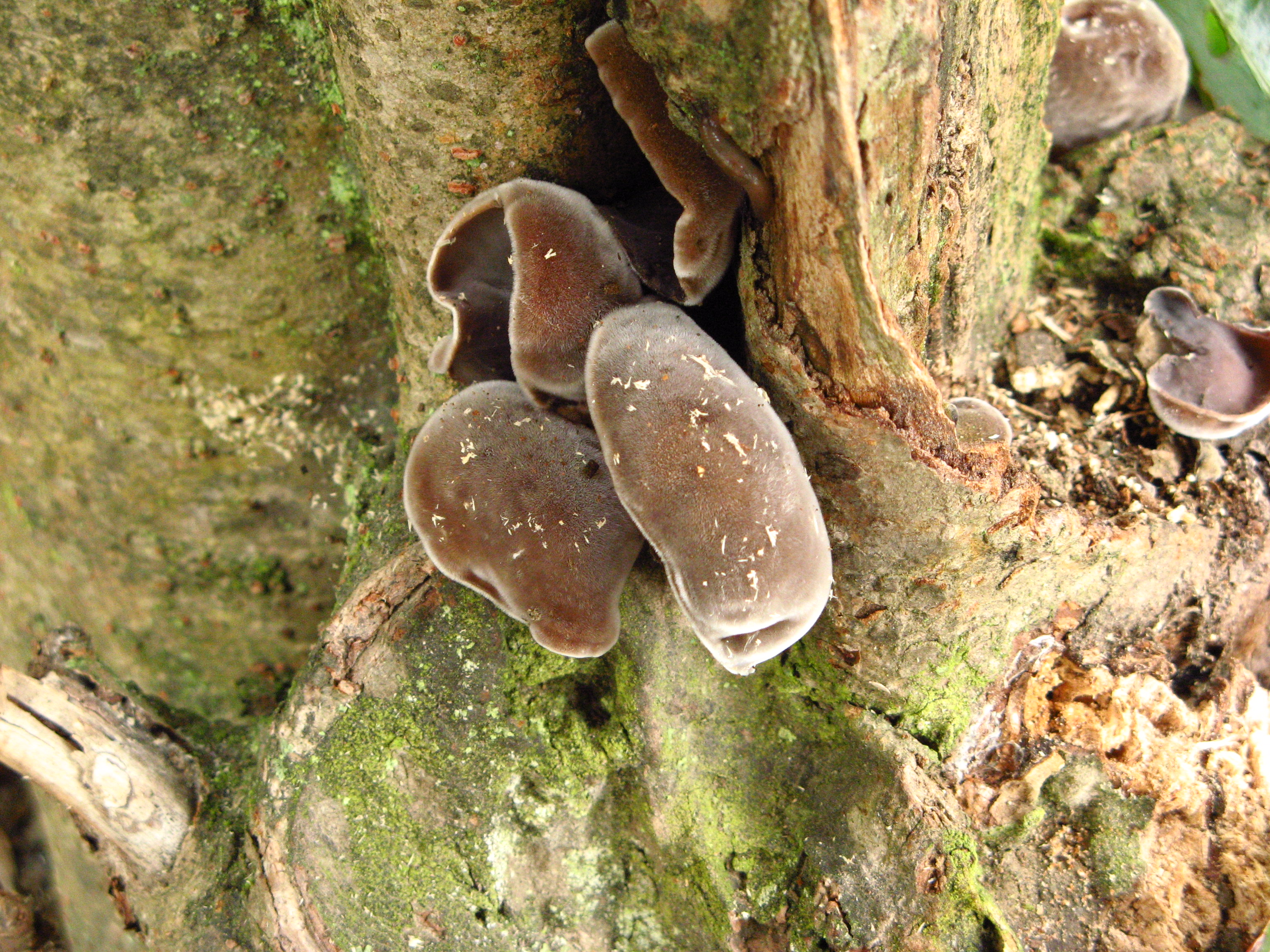
Auricularia polytricha, reportado como comestible en Tabasco (Roan-Soto y Cifuentes-Blanco, 2011).

Existe un registro de los hongos macroscópicos presentes en la reserva hecho por la Universidad Juárez Autónoma de Tabasco. Los hongos registrados en la reserva son: 
- Ophiocordyceps sphecocephala
- Daldinia concéntrica
- Entonaema liquescens
- Entonaema pallida
- Xylaria arbuscula
- Xylaria polymorpha
- Cookeina sulcipes
- Cookeina tricholoma
- Phillipsia domingensis
- Auricularia delicata
- Auricularia fuscosuccinea
- Auricularia mesenterica
- Auricularia polytricha
- Dacryopinax elegans
- Dacryopinax spathularia
- Tremella rubromaculata
- Cotylidia aurantiaca
- Cotylidia diaphana
- Auriicaria luteoumbrina
- Hydnopolyporus fimbriatus
- Cymatoderma caperatum
- Echinochaete brachypora
- Favolus tenuiculus
- Polyporus leprieurii
- Polyporus tricholoma
- Polyporus udus
- Pycnoporus sanguineus
- Trichaptum sector
- Ganoderma applanatum
- Ganoderma lobatum
- Geastrum saccatum
- Lentaria surculus
- Dictyophora indusiata f. rosea
- Chlorophyllum molybdites
- Lycogalopsis solmsii
- Clavaria vermicularis
- Clavulinopsis corniculata
- Ramariopsis kunzei
- Caripia montagnei
- Hydropus nigrita
- Lactocollybia
- Marasmiellus volvatus
- Marasmius cladophyllus
- Marasmius multiceps
- Marasmius tageticolor
- Nothopanus eugrammus
- Favolaschia heliconiae
- Filoboletus gracilis
- Pleurotus albidus
- Pleurotus djamor
- Schizophyllum commune
- Gymnopilus lepidotus
- Macrotyphula juncea
- Coenogonium linkii

## Conformación
El Parque Ecológico de Agua Blanca se encuentra dividido en tres zonas de manejo: la natural, la de recuperación y la de uso público, las cuales se dividen a su vez en uno o varios sectores, de acuerdo a sus características particulares.

### Zona natural
Cuenta con una superficie de 1418 hectáreas, lo que representa el 70,05% del Parque.

### Zona de recuperación
Esta zona cuenta con una superficie de 562 hectáreas, lo que representa el 27,70% del Parque, las cuales han sido divididas en cinco sectores.

### Zona de uso público
Esta zona cuenta con una superficie de 43,25 hectáreas, lo que representa el restante 2,25% del Parque, y está representado por una zona ecoturística con acceso al público y que cuenta con diversos servicios.

## Ecoturismo

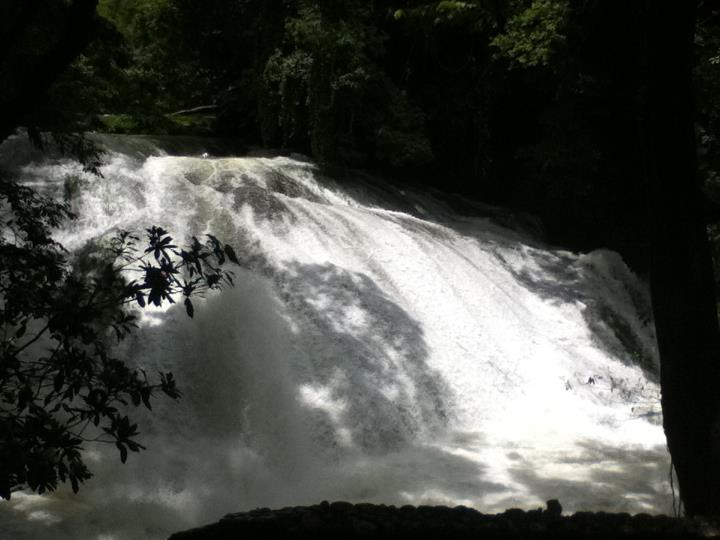
Balneario "Cascadas de Agua Blanca" localizado dentro del parque ecológico.

### Cascadas de Agua Blanca
Dentro del parque ecológico "Agua Blanca" se localiza el balneario "Cascadas de Agua Blanca", el cual se encuentra en el río del mismo nombre, y donde los visitantes pueden bañarse y refrescarse en las aguas cristalinas. Este balneario representa el principal centro turístico del municipio de Macuspana, y es uno de los más importantes del estado, al que acuden cientos de turistas sobre todo en la temporada de Semana Santa y en verano. El balneario cuenta con diversos servicios como:
Estacionamiento: el estacionamiento es de terracería, y a él pueden acceder todo tipo de vehículos, desde automóviles, camionetas y autobuses.
Albercas: el balneario cuenta con dos albercas las cuales se llenan con agua que proviene directamente del río.
Palapas: cuenta con palapas y asadores con la finalidad de hacer más cómoda y placentera la estancia de los visitantes.

### Grutas
Dentro del parque se localizan algunas grutas a las cuales pueden acceder los visitantes. Las más importantes, por su tamaño son: la gruta Agua Blanca y la gruta Ix-ta-ha.